# Плотников, Михаил Самуилович
Михаи́л Самуи́лович Пло́тников (род. 12 июля 1965, Волгоград, РСФСР, СССР) — российский шоумен, радио- и телеведущий.

## Биография
Михаил Самуилович Плотников родился 12 июля 1965 года в Волгограде, в семье инженера-строителя Самуила Львовича Плотникова и преподавателя русского языка и литературы Рахиль Моисеевны Хает. Старший брат Плотников Лев Самуилович, 1955 года рождения, с 1989 года живёт в Израиле.
Окончил в 1982 году волгоградскую школу № 81. В этом же году Михаил Плотников поступил в Волгоградский государственный университет на филологический факультет, который окончил в 1989 году.
В 1983 году после первого курса попал под первый призыв студентов в армию. Через два года демобилизовался и восстановился в университете. Будучи студентом 4 курса, начал преподавать русский язык и литературу в гимназии.
Оставив педагогическую практику в 1993 году, Михаил увлёкся радио, вёл на первой волгоградской радиостанции «Новая Волна» два проекта: «Ханума» и «Кто больше». Был одним из родоначальников КВН в Волгограде.
С 1996 года по 1999 год работал генеральным директором «Русского Радио — Волгоград».
7 февраля 2000 года впервые вышел в эфир на радио «Серебряный дождь» с ежевечерней программой «Ужин с провинциалом».
С 2004 по 2005 год ведёт утреннее шоу «Первая смена» на радиостанции «Европа Плюс».
В 2006 году после двухлетнего перерыва Плотников возвращается на радиостанцию «Серебряный дождь», где работал в прежнем качестве до 2009 года.
В 2008 году становится победителем шоу «Самый умный» на телеканале СТС.
С 2003 по 2009 год Михаил Плотников параллельно с работой на радио руководит рекламой и пиаром казино-клуба «Европа».
В ноябре 2009 года в г. Киеве основал рекламное агентство «Оскар Ярд Медиа».
С 18 июля 2010 года по 21 января 2018 года вёл собственное кулинарное шоу «Барышня и кулинар» с Анной Семенович (до 2015 г.) и Ольгой Кокорекиной. Шоу выходило в эфир по воскресеньям утром на телеканале «ТВ Центр».
Параллельно сотрудничал с украинскими СМИ. В 2011—2012 годах вёл кулинарную программу «ЄВРОФУД» на канале ICTV.
2015 год — создано «Не утреннее шоу» на «Русском радио Украина».
С 2013 по 2017 год — эксперт ток-шоу «Страсти по Ревизору» на Новом канале.
С ноября 2016 на радио «Восток ФМ» появляется программа «Вкусные заметки с Михаилом Плотниковым».

## Личная жизнь
Разведён. Имеет дочь Олесю (род. 1991) и сына Даниила (род. 1998). Есть внук Тимофей (род. 2010).